# Championnat d'Équateur de football 1987
Navigation
Saison précédente Saison suivante
La saison 1987 du Championnat d'Équateur de football est la vingt-neuvième édition du championnat de première division en Équateur.
Dix-huit équipes prennent part à la Série A, la première division. Le championnat se déroule en trois phases. La première voit les équipes regroupées au sein d'une poule unique où elles s'affrontent deux fois, à domicile et à l'extérieur. Les douze premiers disputent la deuxième phase, le dernier est directement relégué en Série B. Lors de la seconde phase, les douze clubs sont répartis en deux poules, les deux premiers se qualifient pour la Liguilla, la poule pour le titre.
C'est le Barcelona Sporting Club qui remporte la compétition après avoir terminé en tête de la Liguilla, avec un seul point d'avance sur le Club Deportivo Filanbanco et quatre sur l'Audaz Octubrino. C'est le 9e titre de champion d'Équateur de l'histoire du club.

## Les clubs participants
| - LDU Portoviejo - Deportivo Quevedo - Club Social y Deportivo Macara - Barcelona Sporting Club - Deportivo Quito - CDU Católica del Ecuador - Club Sport Emelec - Club Deportivo Esmeraldas Petrolero - Deportivo Cotopaxi - Promu de Série B | - Club Deportivo El Nacional - Club Deportivo Técnico Universitario - Audaz Octubrino - América de Quito - River Plate Riobamba - Promu de Série B - LDU Quito - Club Deportivo Filanbanco - Deportivo Cuenca - Sociedad Deportiva Aucas - Promu de Série B |

## Compétition

### Première phase
| Rang | Équipe                              | Pts | J  | G  | N  | P  | Bp | Bc | Diff |
| ---- | ----------------------------------- | --- | -- | -- | -- | -- | -- | -- | ---- |
| 1    | Barcelona Sporting Club             | 47  | 34 | 21 | 5  | 8  | 50 | 25 | +25  |
| 2    | Club Deportivo El Nacional T        | 44  | 34 | 19 | 6  | 9  | 67 | 41 | +26  |
| 3    | LDU Quito                           | 43  | 34 | 14 | 15 | 5  | 49 | 29 | +20  |
| 4    | Deportivo Cuenca                    | 43  | 34 | 16 | 11 | 7  | 39 | 21 | +18  |
| 5    | Club Deportivo Filanbanco           | 42  | 34 | 17 | 8  | 9  | 57 | 37 | +20  |
| 6    | Deportivo Quito                     | 37  | 34 | 13 | 11 | 10 | 52 | 38 | +14  |
| 7    | Sociedad Deportiva Aucas P          | 37  | 34 | 13 | 11 | 10 | 48 | 42 | +6   |
| 8    | Audaz Octubrino                     | 37  | 34 | 14 | 9  | 11 | 37 | 39 | -2   |
| 9    | LDU Portoviejo                      | 36  | 34 | 14 | 8  | 12 | 51 | 41 | +10  |
| 10   | Club Sport Emelec                   | 34  | 34 | 14 | 6  | 14 | 43 | 37 | +6   |
| 11   | CDT Universitario                   | 34  | 34 | 11 | 12 | 11 | 42 | 40 | +2   |
| 12   | Club Social y Deportivo Macará      | 34  | 34 | 12 | 10 | 12 | 49 | 53 | -4   |
| 13   | América de Quito                    | 30  | 34 | 9  | 12 | 13 | 32 | 39 | -7   |
| 14   | Deportivo Quevedo                   | 28  | 34 | 11 | 6  | 17 | 39 | 66 | -27  |
| 15   | CDU Católica del Ecuador            | 25  | 34 | 8  | 9  | 17 | 31 | 47 | -16  |
| 16   | Club Deportivo Esmeraldas Petrolero | 25  | 34 | 8  | 9  | 17 | 35 | 57 | -22  |
| 17   | River Plate Riobamba P              | 24  | 34 | 6  | 12 | 16 | 33 | 50 | -17  |
| 18   | Deportivo Cotopaxi P                | 12  | 34 | 3  | 6  | 25 | 26 | 78 | -52  |

|  | Qualification pour la deuxième phase     |
|  | Relégation en Série B                    |
|  | T : Tenant du titre P : Promu de Série B |

### Deuxième phase
À l'issue de la première phase, les deux premiers reçoivent un bonus respectif de 2 et 1 point.

#### Groupe A
| Rang | Équipe                     | Pts | J  | G | N | P | Bp | Bc | Diff |
| ---- | -------------------------- | --- | -- | - | - | - | -- | -- | ---- |
| 1    | Barcelona Sporting Club +2 | 14  | 10 | 4 | 4 | 2 | 14 | 12 | +2   |
| 2    | Club Deportivo Filanbanco  | 13  | 10 | 5 | 3 | 2 | 21 | 7  | +14  |
| 3    | LDU Quito                  | 10  | 10 | 4 | 2 | 4 | 19 | 19 | 0    |
| 4    | Sociedad Deportiva Aucas P | 10  | 10 | 4 | 2 | 4 | 13 | 14 | -1   |
| 5    | LDU Portoviejo             | 10  | 10 | 3 | 4 | 3 | 14 | 16 | -2   |
| 6    | CDT Universitario          | 5   | 10 | 1 | 3 | 6 | 10 | 23 | -13  |

|  | Qualification pour la Liguilla |
|  | P : Promu de Série B           |

#### Groupe B
| Rang | Équipe                            | Pts | J  | G | N | P | Bp | Bc | Diff |
| ---- | --------------------------------- | --- | -- | - | - | - | -- | -- | ---- |
| 1    | Deportivo Quito                   | 14  | 10 | 5 | 4 | 1 | 17 | 10 | +7   |
| 2    | Audaz Octubrino                   | 12  | 10 | 4 | 4 | 2 | 11 | 12 | -1   |
| 3    | Club Social y Deportivo Macara    | 11  | 10 | 4 | 3 | 3 | 13 | 13 | 0    |
| 4    | Club Sport Emelec                 | 10  | 10 | 4 | 2 | 4 | 17 | 13 | +4   |
| 5    | Club Deportivo El Nacional '+1 T' | 10  | 10 | 3 | 3 | 4 | 14 | 15 | -1   |
| 6    | Deportivo Cuenca                  | 4   | 10 | 0 | 4 | 6 | 4  | 13 | -9   |

|  | Qualification pour la Liguilla |
|  | T : Tenant du titre            |

### Liguilla
À l'issue de la deuxième phase, le premier de chaque poule reçoit un bonus d'un point.
| Rang | Équipe                     | Pts | J | G | N | P | Bp | Bc | Diff |  | Résultats (▼ dom., ► ext.) | Bar | Fil | Àud | Qui |
| ---- | -------------------------- | --- | - | - | - | - | -- | -- | ---- |  | -------------------------- | --- | --- | --- | --- |
| 1    | Barcelona Sporting Club +1 | 9   | 6 | 3 | 2 | 1 | 5  | 2  | +3   |  | Barcelona Sporting Club +1 |     | 0-0 | 1-0 | 2-0 |
| 2    | Club Deportivo Filanbanco  | 8   | 6 | 2 | 4 | 0 | 6  | 2  | +4   |  | Club Deportivo Filanbanco  | 0-0 |     | 2-0 | 2-0 |
| 3    | Audaz Octubrino            | 5   | 6 | 2 | 1 | 3 | 6  | 9  | -3   |  | Audaz Octubrino            | 2-1 | 1-1 |     | 3-0 |
| 4    | Deportivo Quito+1          | 4   | 6 | 1 | 1 | 4 | 5  | 9  | -4   |  | Deportivo Quito+1          | 0-1 | 1-1 | 4-0 |     |

|  | Qualification pour la Copa Libertadores 1988 |

## Bilan de la saison
| Championnat d'Équateur de football 1987 |                                    |
| Champion                                | Barcelona Sporting Club (9e titre) |
| Qualifications continentales            |                                    |
| Copa Libertadores 1988                  | Barcelona Sporting Club            |
| Copa Libertadores 1988                  | Club Deportivo Filanbanco          |
| Promotions et relégations               |                                    |
| Promus en Série A                       | Juventus Esmeraldas                |
| Relégués en Série B                     | Deportivo Cotopaxi                 |